# Drumelzier
Drumelzier (AFI: /drəˈmɛljər/), è un borgo e parrocchia civile della Scozia meridionale, situata lungo la B712, nella valle del Tweed, nell'area amministrativa degli Scottish Borders.

## Geografia fisica
L'area del villaggio è vasta e comprende gli insediamenti della casatorre di Wrae, di Stanhope, di Mossfennan, e di Kingledoors. A nord è situata Broughton e a sud la strada (B712) passa da Crook Inn a Tweedsmuir. Il Drumelzier, un rivolo omonimo, e il Powsail Burns, passano di qui e si uniscono per formare un affluente del Tweed. L'albergo situtato nello Stobo Castle e il centro benessere si trovano nella zona, così come il Dawyck Botanic Garden, uno dei tre "Giardini regionali" dell'istituzione del Real Giardino Botanico di Edimburgo.

## Merlino e Drumelzier
Nelle leggende locali è proprio qui che Merlino, uno dei personaggi centrali del Ciclo arturiano, fu imprigionato dell'incantatrice Morgana, in un luogo situato oltre una cascatella fluviale. Molti siti storici si possono vedere e visitare nella zona, dai forti dell'età del bronzo, alle magioni medievali.

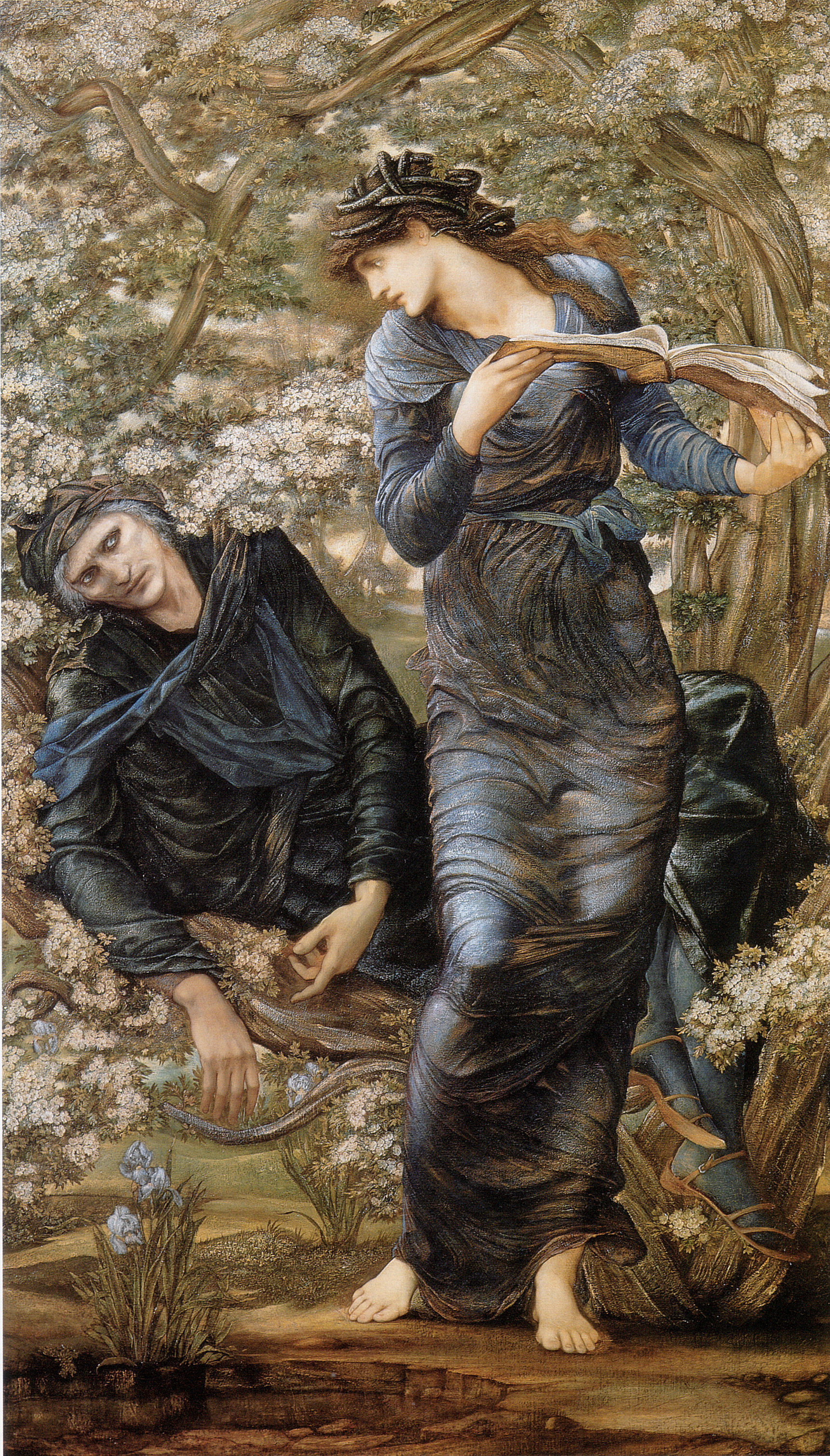
L'inganno che Merlino subì, com'è immaginato in un soggetto pittorico del 1874 di Edward Burne-Jones.

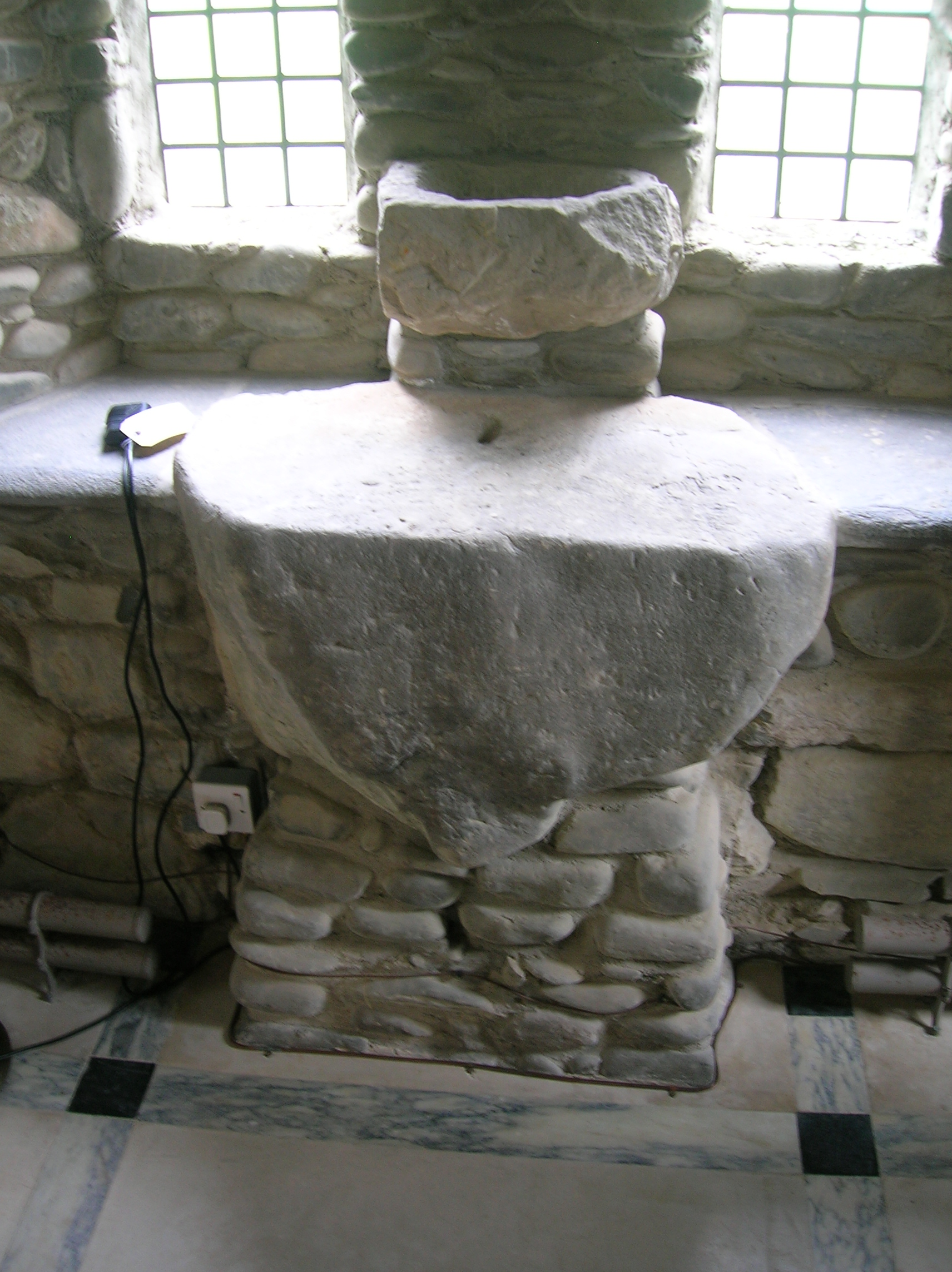
Un dettaglio dell'altare litico, ora presente a Stobo Kirk, sopra il quale si dice che Merlino si convertì al Cristianesimo.

"Myrddin Wyllt" (ca. 540 – ca. 584) (in latino identificato come Merlinus Caledonensis, o Merlin Sylvestris) è una figura gallese delle leggende medievali, considerato un visionario e folle profeta, prototipo dell'odierna rappresentazione composita del Merlino d'arturiana memoria. Si diceva che fosse nato a Carmarthen, nel Galles meridionale, che un'etimologia consolidata, ma falsa, sostiene che la città natale prenda il nome da lui; il celtista A. O. H. Jarman suggerisce invece che il suo nome originale (Myrddin) derivi dal denominazione gallese di Carmarthen, cioè Caerfyrddin. Le storie della vita di Myrddin Wyllt possono essere trovate nel Libro nero di Carmarthen (1250 d.C.), scritto in un dialetto brittonico. Nella tradizione gallese si dice che fosse un selvaggio che vive nei boschi, ed è anche un bardo profetico, come scritto nella Vita Merlini (1150).